# Virt
Virt est un village de Slovaquie situé dans la région de Nitra.

## Histoire
Première mention écrite du village en 1256.

## Démographie

### Évolution de la population
| Année:               | 1994. | 2004.   | 2014.    | 2024.    |
| -------------------- | ----- | ------- | -------- | -------- |
| Nombre de personnes: | 326   | 317     | 284      | 324      |
| Différence:          |       | -2,76 % | -10,41 % | +14,08 % |

| Année:               | 2023. | 2024.   |
| -------------------- | ----- | ------- |
| Nombre de personnes: | 318   | 324     |
| Différence:          |       | +1,88 % |